# الرحلة رقم 545 لشركة أوليمبيك أفياشن
الرحلة رقم 545 لشركة أوليمبيك أفياشن كانت رحلة داخلية مجدولة في اليونان، تُشغَّل بواسطة طائرة من طراز شورتس 330-200. في 3 أغسطس 1989، أثناء توجهها من أثينا إلى جزيرة ساموس، اصطدمت الطائرة بجبل كركيس المغطى بالغيوم، ما أدى إلى مقتل جميع من كانوا على متنها. وقع الحادث نتيجة تحليق الطاقم وفق قواعد الطيران بالرؤية رغم الظروف الجوية التي كانت تتطلب الطيران باستخدام الأجهزة. ويُعد هذا الحادث الأسوأ في تاريخ طائرات شورتس 330 من حيث عدد الضحايا.

## رحلة
في يوم الخميس 3 أغسطس 1989، تحطمت طائرة من طراز شورت 330-200، تحمل التسجيل SX-BGE، تابعة لشركة أوليمبيك أفياشن اليونانية، عند جبل كركيس (بارتفاع 1430 مترًا) أثناء اقترابها من مطار ساموس. كانت الطائرة قد أقلعت من مدينة سالونيك وعلى متنها 34 شخصًا: 31 راكبًا و3 من أفراد الطاقم، وقد لقوا حتفهم جميعًا. وقع الحادث في الساعة 13:43.
تجدر الإشارة إلى أن شركة أوليمبيك أفياشن كانت فرعًا تابعًا لشركة الطيران الوطنية اليونانية أوليمبيك إيرلاينز.